# Waves
Waves (произносится Вэ́йвс, в переводе с англ. — «волны») — блокчейн-платформа для выпуска криптографических токенов и проведения краудфандинговых кампаний.

## Принцип работы
Платформа функционирует на основе консенсуса LPoS, модификации консенсуса Proof-of-stake. Особенностью LPoS является возможность для пользователей передавать собственные балансы полным узлам на правах аренды в обмен на часть прибыли от майнинга (так называемый Account leasing).
У арендодателей остаётся право вернуть переданные средства в любой момент. Пользователи, занятые генерацией блоков, отбираются по балансу токена Waves. Право майнинга в рамках платформы есть только у полных нод. Рядовые пользователи могут лишь передавать им свои балансы в аренду и в процессе майнинга не участвуют..
Для обеспечения неизменности цепочки блоков, составляющих базу операций с токенами, используется криптография, аналогичная используемой в системе Биткойн. То есть применяется классическое шифрование с открытым ключом, а держатель токенов сохраняет контроль над своим балансом до тех пор, пока его закрытый ключ не оказывается известен посторонним. Токены могут быть конвертированы как в фиатную, так и в криптовалюту, а также в токены других проектов.

## Выпуск и распродажа токенов
Для финансирования своего проекта пользователь платформы Waves может выпустить собственные криптографические активы — токены, которые затем могут быть распроданы на открытом рынке в ходе краудфандинга. Процесс выпуска токенов для привлечения финансирования называется Initial Coin Offering (ICO) и по своей модели работы имеет сходство с первой публичной продажей акций IPO. Инвесторы могут приобрести токены проекта в любой удобной валюте: долларах США, евро, биткойнах и так далее. Покупатель токена получает право перепродать, подарить, или обменять его на токен другого проекта в рамках блокчейн-инфраструктуры Waves
Фактическая стоимость закрепляется за токеном с помощью его интеграции в приложение. До тех пор, пока приложение имеет некоторую ценность, связанный с ним токен также имеет ценность. Настоящая стоимость токена определяется в ходе торгов на открытом рынке, который формируется естественным образом.

## Токен сообщества Waves
Платформа Waves разработала и ввела в использование Токен сообщества, который представляет собой инструмент для краудфандинговых кампаний, запущенных на платформе Waves. Данный токен создан для стимуляции долгосрочного хранения денежных средств в системе Waves, так как владельцы токенов Waves получают дополнительный доход за счёт постоянного распределения активов платформой. Токен сообщества находится в процессе реализации и будет окончательно запущен после полного технического формирования платформы Waves.
Токен сообщества будет распределяться в течение 9 месяцев для всех держателей Waves, кроме площадок обмена. По плану распределение проводится 15 числа каждого месяца по результатам моментального снимка баланса в Waves. 20 % активов распределяются в течение первого месяца (первое успешное распределение активов прошло 15 января 2017 года), 10 % будут распределяться все следующие месяцы. Токен сообщества будет повышать количество активов у своих держателей.
Дальнейшее развитие токена сообщества — проведение голосований. Владельцы токена получат право голосовать за разнообразные проекты, таким образом, повысится ценность новых проектов, появится скрининг и пользователи будут больше заинтересованы в участии в жизни сообщества Waves.

## Токен вознаграждения майнеров
Участники платформы Waves, поддерживающие работу её блокчейн-сети — майнеры, получают ежемесячное вознаграждение на свой счет в Токенах вознаграждения майнеров MRT. Начиная с размера награды в 50 MRT в марте 2017, каждые 50 000 блоков размер вознаграждения майнера будет снижаться на 5 MRT. Для того, чтобы стать майнером, пользователю необходимо обладать минимальным эффективным балансом в 1 000 WAVES на личном счёте в системе.
Консенсус LPoS предполагает возможность получения дохода от майнинга без необходимости участия в майнинговой деятельности. Держатели токенов Waves могут передавать свои балансы майнерам на правах аренды.
Свое вознаграждение майнеры могут получать из нескольких источников доходов:
- Комиссии с транзакций внутри платформы, выплачиваемые в Waves.
- Оплата транзакционных комиссий токенами других проектов, выпущенными на Waves.

Токен MRT может торговаться на открытом рынке.

## Децентрализованный обмен
29 марта 2017 года Waves анонсировала запуск децентрализованной площадки обмена криптовалют. Было заявлено, что пользователи новой платформы смогут заниматься p2p-трейдингом в режиме реального времени, используя общепринятые на централизованных площадках инструменты и интерфейсы.
16 апреля система обмена появилась в виде Lite-клиента с GUI-интерфейсом. Lite-версия не потребует загружать блокчейн полностью. Заявки согласовываются в течение нескольких миллисекунд, а пропускная способность площадки составляет 1000 транзакций в секунду. Функционирование площадки обеспечивают ноды-мэтчеры. Их задача состоит в том, чтобы связать продавца и покупателя, для фиксации транзакций в блокчейне Waves. За свою работу ноды-мэтчеры получают вознаграждение в виде комиссии с транзакций. По словам Waves торговая платформа работает быстрее и безопаснее, чем традиционные площадки обмена криптовалют.
В июне 2018 года на площадку обмена и основной сайт компании была осуществлена фишинговая атака. Децентрализованная структура не позволила хакерам вывести токены, так как платформа не хранит активы клиентов. Waves понадобилось несколько часов, чтобы вернуть контроль над доменами. После кибератаки пользователи раскритиковали Waves.

## История
Платформа основана предпринимателем Александром Ивановым в 2016 году. Ориентиром при создании проекта послужила блокчейн-платформа NXT — децентрализованная инфраструктура с возможностью выпуска криптографических токенов..
К 1 июня 2016 года в ходе краудфандинговой кампании Waves удалось собрать около 30 тысяч биткойнов (16 миллионов долларов в пересчёте по рыночному курсу на момент сбора). В первый день платформе удалось привлечь 2 миллиона долларов США.
27 сентября 2016 года в журнале Forbes вышла статья «Новая волна: стартап Waves поможет провести IPO на блокчейне», посвящённая принципам функционирования технологии блокчейн, особенностям работы платформы Waves и перспективам её развития. 15 февраля 2017 года Forbes дал интервью основатель Waves, Александр Иванов.
2 марта 2017 года Waves и Партия Роста сообщили об открытии совместного блокчейн-проекта «Люди Роста». Для реализации проекта был создан специальный токен, являющийся финансовой основной платформы — Upcoin. Инфраструктура Waves в рамках проекта «Люди роста» предусматривает внедрение рейтинговой системы, запуск программы краудфандинга и проведение внутрипартийных голосований на блокчейне.
25 марта 2017 года платформа Waves внедрила возможность покупки биткойнов с помощью обычных банковских карт. Реализация была достигнута в связи с сотрудничеством с Indacoin.
29 марта 2017 года платформа Waves объявила о запуске децентрализованной площадки обмена.
30 марта платформа для биржевой торговли Liquid.pro начала фиксировать в блокчейне Waves заявки на опционы, поступающие на Московскую биржу.
3 мая 2017 года пользователи Lite Client платформы Waves получили возможность предоставлять балансы своих блокчейн-кошельков в аренду полным нодам, поддерживая таким образом безопасность блокчейн-сети и получая вознаграждение с транзакционных комиссий.
9 мая 2017 года платформа Waves начала функционировать в облаке Microsoft Azure. Подобный шаг был предпринят для организации возможности использования Waves для реализации различных блокчейн-решений по всему миру.
23 мая платформа Waves объявила об интеграции в Lite Client платёжного шлюза, позволяющего пополнять баланс счёта в фиатной валюте евро. Шлюз автоматически конвертирует евро в эквивалентные криптографические токены WEUR, поступающие на счёт децентрализованной площадки обмена.
29 мая пиццерия Gusto DiVino начала принимать токены Waves в качестве средства оплаты.
2 июня 2017 года основатель и CEO блокчейн-платформы Waves Александр Иванов выступил в качестве одного из спикеров панельной сессии Петербургского международного экономического форума «Блокчейн — рождение новой экономики».
3 июня 2017 года токен платформы Waves, по данным Coinmarketcap, вошёл в топ 10 цифровых активов по рыночной капитализации с показателем в 552,547 млн долларов
9 июня уполномоченный при президенте России по правам предпринимателей, председатель «Партии Роста» Борис Титов и основатель и CEO блокчейн-платформы Waves Александр Иванов договорились о запуске ICO-инкубатора на блокчейне Waves.
20 июня платформа Waves опубликовала новость об интеграции в Lite Client долларового платежного шлюза, предоставляющего пользователям кошелька возможность пополнять счет в долларах США.
21 июня 2017 нидерландский ресторан RUIG drinks & bites, расположенный в городе Эде, начал принимать токены Waves в качестве средства оплаты.

## Проблемы в работе waves
В январе 2023 года forklog опубликовал статью где описывается, что клиенты экосистемы Waves испытывают серьёзные проблемы с выводом USDC и USDT. Также их собственный токен, USDN потерял паритет к доллару. Впоследствии проблему с USDT/USDC признал сам Александр Иванов на своём официальном телеграмм-канале .